# Oldřich Hoblík
Oldřich Hoblík (17. prosince 1913 Hostomice – 17. března 1981 Praha) byl český rozhlasový režisér a herec.

## Život
S herectvím začínal během svých studií na konzervatoři, když vystupoval na jevišti Osvobozeného divadla. Po dokončení studia herectví na pražské Státní konzervatoři (1940) začal působit v divadelní společnosti, mezi jejíž členy patřili například i Jindřich Plachta či Theodor Pištěk. V letech 1941 a 1942 s toto družinou zakotvili v Městském divadle Kladno.
Již za studií začala Hoblíkova spolupráce s rozhlasovým režisérem Václavem Růtem, jemuž četl komentáře a jiné texty. Stýkal se také s Františkem Kamilem Zemanem nebo rozhlasovým režisérem Václavem Sommerem. Ti všichni ho nakonec přesvědčili, aby se v říjnu roku 1944 stal členem rozhlasového hereckého ansámblu. Postupně pronikal i do rozhlasové režie, které se od roku 1947 již věnoval naplno. V Československé rozhlase působil až do svého odchodu do starobního důchodu v červnu 1974.
Vedle rozhlasové práce se objevoval i ve vedlejších filmových rolích. Hrál například postavu továrníka Hájka ve snímku Svědomí (1948), nemocničního písaře ve filmu Dobrý voják Švejk (1956) nebo režiséra v Jak se zbavit Helenky (1967). Zahrál si také kontrolora v televizním seriálu Eliška a její rod (1966).